# サン・ミケーレ・サレンティーノ
サン・ミケーレ・サレンティーノ（イタリア語: San Michele Salentino）は、イタリア共和国プッリャ州ブリンディジ県にある、人口約6,3000人の基礎自治体（コムーネ）。

## 地理

### 位置・広がり

#### 隣接コムーネ
隣接するコムーネは以下の通り。
- チェーリエ・メッサーピカ
- フランカヴィッラ・フォンターナ
- ラティアーノ
- オストゥーニ
- サン・ヴィート・デイ・ノルマンニ